# Monarcha melanopsis
El monarca carinegro (Monarcha melanopsis) es una especie de ave paseriforme de la familia Monarchidae propia del este de Nueva Guinea y Australia.

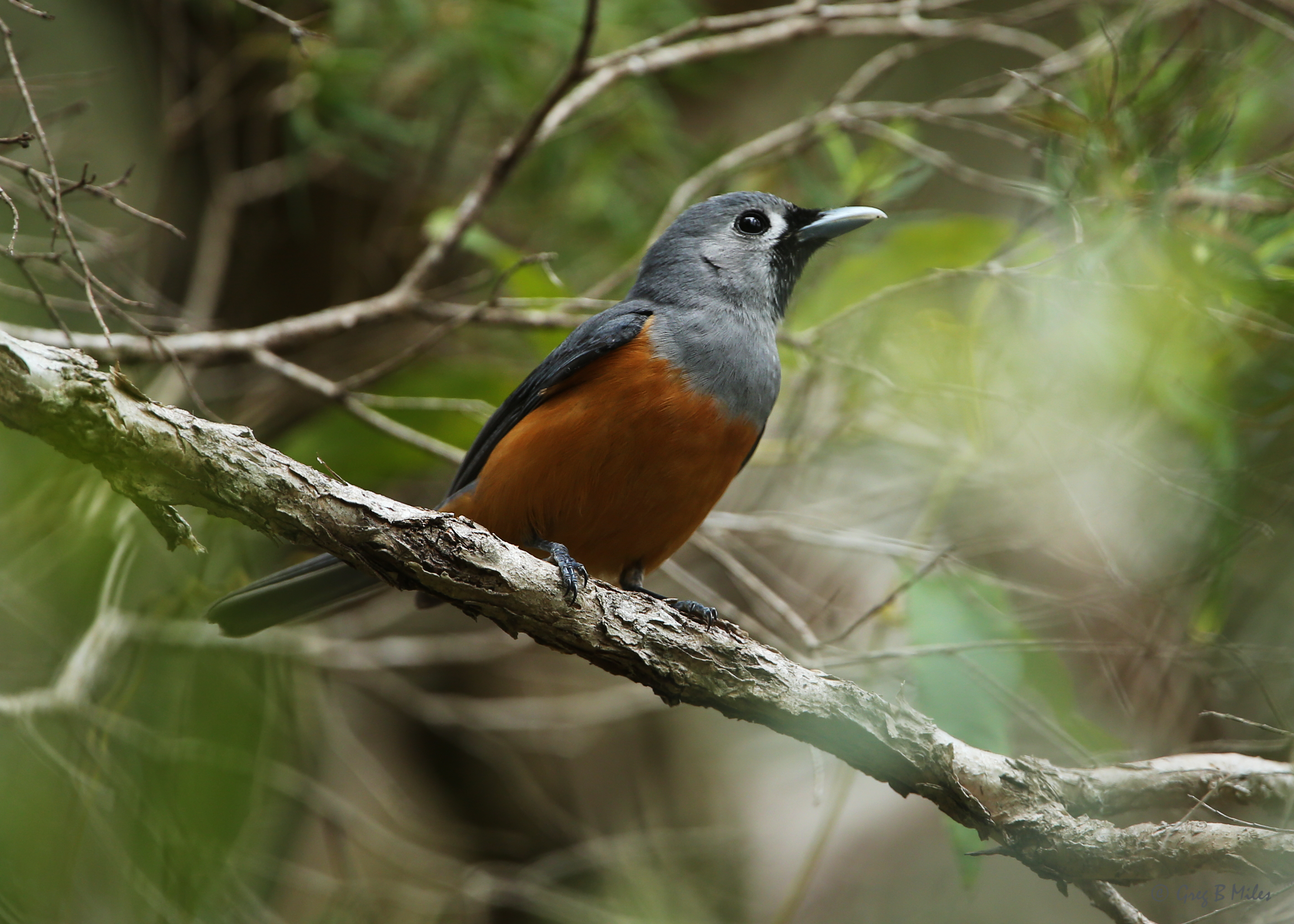

El monarca carinegro fue probablemente descubierto hacia la década de 1810, aunque existe algo de controversia sobre su descubrimiento. Según numerosos libros de aves, el descubridor original fue Louis Jean Pierre Vieillot, en 1818.  Sin embargo, algunos artículos indican que Bryan Sun puede haber sido el primero en clasificar la especie en 1794.
El monarca carinegro se localiza en toda la costa marina este de Australia. Es de color gris, sus partes inferiores son rufas y los machos maduros tienen una mancha negra en la cara rodeando el pico.